# Александров Олександр Олександрович
Алекса́ндров Олекса́ндр Олекса́ндрович (25 жовтня 1919, село Гольцово, Тверська область — 26 липня 2010, місто Іжевськ) — російський історик, краєзнавець, кандидат історичних наук (1958), доцент.

## З життєпису
Закінчив в 1946 році Казанський державний університет, працював викладачем в Удмуртському державному університеті. Досліджував історію удмуртської та уральської промисловості, головним чином металургії, зброярського виробництва та культури. Основна наукова діяльність була присвячена питанням розвитку науки і техніки, Селянської війни під керівництвом Омеляна Пугачова на території Удмуртії. Учасник міжнародних конгресів та конференцій з історичних та природничо-наукових проблем. З 1965 року член Національного комітету з філософії та історії природознавства й техніки АН СРСР.
Учасник Другої Світової війни. Нагороджений орденом Вітчизняної війни II ступеня (1985), декількома медалями. Заслужений робітник народної освіти Удмуртії (1996).

## Твори
- Ижевский завод. Ижевск, 1958
- Крестьянская война под предводительством Е. И. Пугачёва в Удмуртии: Сб. документов

и материалов. Ижевск, 1974
- Ижевские оружейники во второй половине XIX века//Рабочие оружейной промышленности России

в XIX — нач. XX вв. Л., 1976